# İzzet Ünver

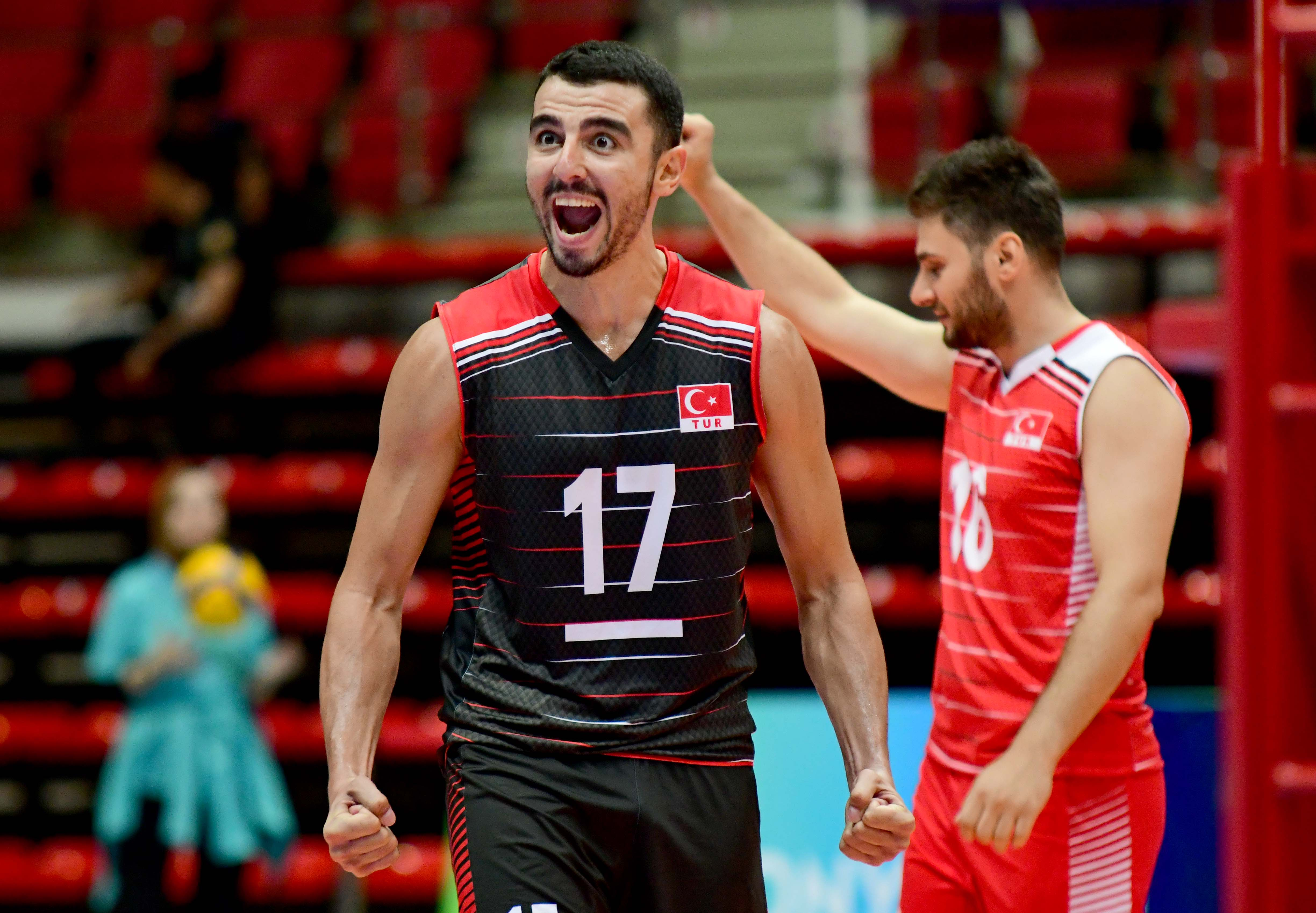
İzzet Ünver reprezentantem Turcji w 2021 roku

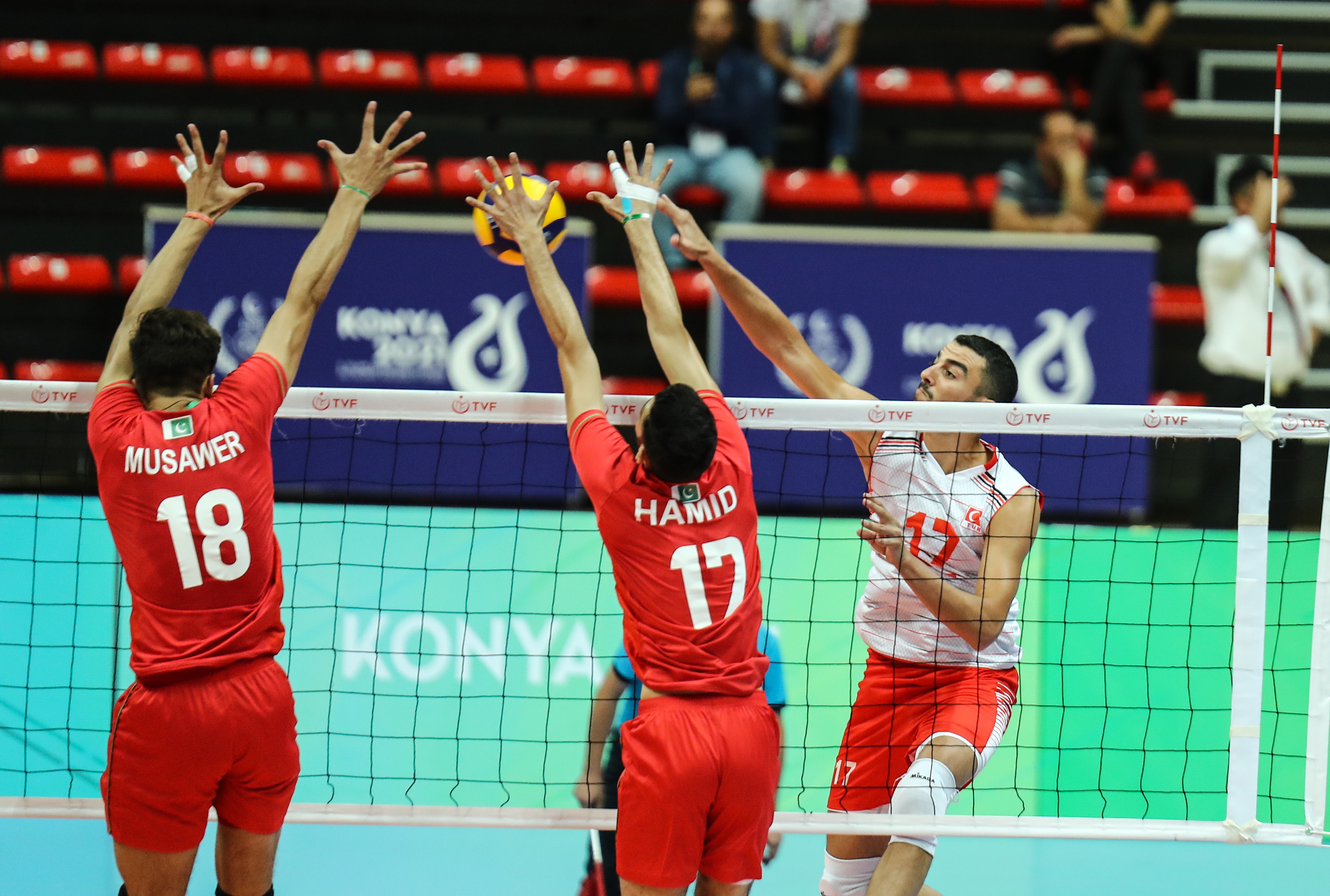
İzzet Ünver podczas ataku z lewego skrzydła na Igrzyskach Solidarności Islamskiej w 2021 roku

İzzet Ünver (ur. 1 stycznia 1992 w Stambule) – turecki siatkarz, grający na pozycji przyjmującego. 
Jego żoną jest siatkarka Polen Uslupehlivan.

## Przebieg kariery
| Lata      | Klub               |
| --------- | ------------------ |
| 2009–2012 | Fenerbahce Stambuł |
| 2013–2014 | Beşiktaş Stambuł   |
| 2014–2016 | Fenerbahce Stambuł |
| 2016–2017 | Maliye Piyango SK  |
| 2017–2023 | Fenerbahce Stambuł |
| 2023–     | Halkbank Ankara    |

## Sukcesy klubowe
Superpuchar Turcji:
- 2017, 2020

Puchar Turcji:
- 2019, 2024[4]

Mistrzostwo Turcji:
- 2019, 2024[5]
- 2021
- 2022[6], 2023[7]

## Sukcesy reprezentacyjne
Liga Europejska:
- 2019